# 自衛隊埼玉地方協力本部
自衛隊埼玉地方協力本部（じえいたいさいたまちほうきょうりょくほんぶ、Saitama Provincial Cooperation Office）は、埼玉県さいたま市浦和区常盤4丁目（浦和地方合同庁舎）に所在する、自衛隊地方協力本部のひとつである。陸・海・空自衛隊共同の機関だが、通常は陸上自衛隊の東部方面総監の指揮監督下にある。管轄する地域における防衛省・自衛隊の総合窓口として埼玉県管内で活動する。車両表示は「埼玉地本」。

## 沿革
陸上自衛隊埼玉地方連絡部
- 1955年（昭和30年）9月1日：陸上自衛隊の機関として陸上自衛隊埼玉地方連絡部が編成される[2]。

自衛隊埼玉地方連絡部
- 1956年（昭和31年）8月1日：自衛隊法施行令の一部改正により地方連絡部が陸海空自衛隊の共同機関となり、自衛隊埼玉地方連絡部に改編される[3]

自衛隊埼玉地方協力本部
- 2006年（平成18年）7月31日：自衛隊埼玉地方協力本部に改編される

## 出先機関
- 援護センター　（大宮駐屯地内）
- さいたま地域事務所 (さいたま市)　担当地区：さいたま市、春日部市、鴻巣市、上尾市、桶川市、久喜市、北本市、蓮田市、幸手市、白岡市、伊奈町、宮代町、杉戸町
  - 春日部募集案内所 (春日部市)　担当地区：春日部市
- 入間地域事務所 (所沢市)　担当地区：川越市、所沢市、飯能市、狭山市、入間市、富士見市、ふじみ野市、坂戸市、鶴ヶ島市、日高市、三芳町、毛呂山町、越生町、川島町、鳩山町
  - 川越募集案内所 (川越市)　担当地区：川越市
- 朝霞地域事務所 (練馬区)　担当地区：川口市、草加市、越谷市、蕨市、戸田市、朝霞市、志木市、和光市、新座市、八潮市、三郷市、吉川市、松伏町
  - 川口募集案内所(川口市)　担当地区：川口市
- 熊谷地域事務所(熊谷市)　担当地区：熊谷市、行田市、加須市、本庄市、羽生市、深谷市、東松山市、ときがわ町、小川町、嵐山町、滑川町、吉見町、美里町、神川町、上里町、寄居町、東秩父村
  - 加須募集案内所(加須市)　担当地区：加須市
- 秩父地域事務所(秩父市)　担当地区：秩父市、横瀬町、皆野町、長瀞町、小鹿野町

## 主要幹部
| 官職名                   | 階級    | 氏名   | 補職発令日     | 前職                             |
| ------------------------ | ------- | ------ | -------------- | -------------------------------- |
| 自衛隊埼玉地方協力本部長 | 1等空佐 | 林弘之 | 2025年08月18日 | 航空支援集団司令部総務部人事課長 |

| 代 | 階級    | 氏名       | 在職期間                                                    | 出身校・期                           | 前職                                      | 後職                                                            |
| -- | ------- | ---------- | ----------------------------------------------------------- | ------------------------------------ | ----------------------------------------- | --------------------------------------------------------------- |
| 01 | 1等陸佐 | 掛川璙     | 1955年09月01日 - 1957年05月19日 ※1957年02月16日 1等陸佐昇任 |                                      | （2等陸佐）                               | 自衛隊宮城地方連絡部長                                          |
| 02 | 2等陸佐 | 藤ノ木耕三 | 1957年05月20日 - 1958年07月31日                             | 東京帝国大学 昭和13年卒              | 第1管区総監部勤務                         | 北部方面総監部厚生課長                                          |
| 03 | 1等陸佐 | 横井孝治   | 1958年08月01日 - 1961年07月31日                             |                                      | 第14普通科連隊長                          | 東部方面総監部付 →1961年9月13日 停年退官                        |
| 04 | 事務官  | 丸山好雄   | 1961年08月01日 - 1963年07月31日                             | 立正大学 昭和6年卒                   | 建設本部東京建設部副部長                  |                                                                 |
| 05 | 事務官  | 宇山幸男   | 1963年08月01日 - 1964年09月30日                             | 東京帝国大学 昭和16年卒              | 調達実施本部勤務                          | 防衛大学校総務部総務課長                                        |
| 06 | 事務官  | 相馬重勝   | 1964年10月01日 - 1966年11月10日                             | 京都帝国大学 昭和15年卒              | 調達実施本部原価計算第2課課長補佐         | 自衛隊中央病院総務部長                                          |
| 07 | 事務官  | 谷川達雄   | 1966年11月11日 - 1968年03月16日                             | 早稲田大学 昭和12年卒                | 陸上幕僚監部厚生課勤務                    | 陸上幕僚監部付                                                  |
| 08 | 1等陸佐 | 出川功     | 1968年03月16日 - 1970年03月15日                             | 中央大学                             | 陸上幕僚監部監理部審査班長                | 東北方面総監部第1部長                                           |
| 09 | 1等陸佐 | 高森尚     | 1970年03月16日 - 1972年03月15日                             | 陸士53期                             | 第12特科連隊長 兼 宇都宮駐とん地司令      | 陸上自衛隊幹部学校研究員                                        |
| 10 | 1等陸佐 | 渡辺茂政   | 1972年03月16日 - 1973年07月15日                             | 陸士58期                             | 陸上幕僚監部第4部研究班長                 | 統合幕僚会議事務局第1幕僚室勤務                                 |
| 11 | 1等陸佐 | 柴田幸彌   | 1973年07月16日 - 1975年03月16日                             | 陸航士60期・ 徳島師範学校 昭和22年卒 | 北部方面総監部厚生課長                    | 陸上幕僚監部第1部広報班長                                       |
| 12 | 1等陸佐 | 山田豊平   | 1975年03月17日 - 1977年03月15日                             | 高等商船学校 昭和23年卒              | 特科教導隊長                              | 中部方面総監部第1部長                                           |
| 13 | 技官    | 奥田義郎   | 1977年03月16日 - 1979年03月15日                             | 陸士60期・ 早稲田大学 昭和26年卒     | 自衛隊東京地方連絡部副部長                | 技術研究本部第3研究所付                                         |
| 14 | 1等空佐 | 法性弘     | 1979年03月16日 - 1981年02月16日                             | 防大1期                              | 航空幕僚監部監理部総務課広報班長          | 航空幕僚監部人事教育部教育課長                                  |
| 15 | 1等空佐 | 石塚勲     | 1981年02月17日 - 1983年03月15日                             | 防大2期                              | 航空幕僚監部人事教育部人事課 人事第1班長  | 航空幕僚監部防衛部運用課長                                      |
| 16 | 1等空佐 | 横江勝利   | 1983年03月16日 - 1985年03月15日                             | 防大5期                              | 航空幕僚監部人事教育部教育課 実務訓練班長 | 航空自衛隊幹部学校勤務                                          |
| 17 | 1等空佐 | 今井均     | 1985年03月16日 - 1987年03月15日                             | 防大7期                              | 航空幕僚監部装備部補給課勤務              | 第7航空団基地業務群司令                                         |
| 18 | 1等空佐 | 白川新     | 1987年03月16日 - 1989年03月15日                             | 防大8期                              | 航空幕僚監部人事教育部教育課 一般教育班長 | 第5航空団副司令                                                 |
| 19 | 1等空佐 | 西川正長   | 1989年03月16日 - 1991年03月15日                             | 防大10期                             | 航空幕僚監部防衛部防衛課 業務計画班長     | 航空自衛隊幹部学校勤務                                          |
| 20 | 1等空佐 | 岩井健一   | 1991年03月16日 - 1993年03月15日                             | 防大9期                              | 航空幕僚監部人事教育部人事課 募集班長     | 第13飛行教育団副司令                                            |
| 21 | 1等空佐 | 石黒正昭   | 1993年03月16日 - 1995年03月31日                             | 防大14期                             | 航空幕僚監部人事教育部人事計画課 募集班長 | 中部航空警戒管制団 中部防空管制群司令                           |
| 22 | 1等空佐 | 双石芳則   | 1995年04月01日 - 1997年06月30日                             | 防大16期                             | 航空幕僚監部人事教育部人事計画課 企画班長 | 航空幕僚監部人事教育部 人事計画課長                             |
| 23 | 1等空佐 | 塚本修由   | 1997年07月01日 - 1999年07月31日                             | 中央大学・ 64期幹候                  | 航空幕僚監部人事教育部援護業務課 計画班長 | 航空幕僚監部人事教育部 援護業務課長                             |
| 24 | 1等空佐 | 溝口博伸   | 1999年08月01日 - 2000年11月30日                             | 日本大学・ 66期幹候                  | 航空幕僚監部防衛部運用課 運用第3班長      | 航空幕僚監部装備部装備課輸送室長                                |
| 25 | 1等空佐 | 松本裕     | 2000年12月01日 - 2002年12月01日                             | 防大18期                             | 飛行開発実験団 誘導武器開発実験隊長       | 防衛大学校 防衛学教育学群戦略教育室長 兼 防衛大学校教授         |
| 26 | 1等空佐 | 上原修一   | 2002年12月02日 - 2004年11月30日                             | 防大21期                             | 第83航空隊基地業務群司令                  | 航空教育隊副司令                                                |
| 27 | 1等空佐 | 池邉正     | 2004年12月01日 - 2006年12月05日                             | 防大22期                             | 南西航空警戒管制隊 南西防空管制群司令     | 航空自衛隊第5術科学校副校長                                     |
| 28 | 1等陸佐 | 園田郁夫   | 2006年12月06日 - 2008年07月31日                             | 防大21期                             | 守山駐屯地業務隊長                        | 西部方面指揮所訓練支援隊長                                      |
| 29 | 1等空佐 | 川﨑昌彦   | 2008年08月01日 - 2010年07月25日                             | 茨城大学・ 76期幹候                  | 防衛監察本部統括監察官付 第5監察班長      | プログラム管理隊司令                                            |
| 30 | 1等空佐 | 安藝一     | 2010年07月26日 - 2012年07月31日                             | 防大25期                             | 航空自衛隊幹部学校計画課長                | 航空自衛隊幹部学校勤務                                          |
| 31 | 1等空佐 | 山本方之   | 2012年08月01日 - 2014年07月31日                             | 防大29期                             | 第6高射群司令                             | 航空自衛隊第1術科学校副校長                                     |
| 32 | 1等空佐 | 山口英章   | 2014年08月01日 - 2016年07月31日                             | 埼玉大学・ 79期幹候                  | 飛行教育航空隊司令                        | 航空自衛隊幹部候補生学校教育部長                                |
| 33 | 1等空佐 | 長谷川晃久 | 2016年08月01日 - 2017年11月30日                             | 防大35期                             | 中部航空警戒管制団 基地業務群司令         | 航空自衛隊補給本部勤務                                          |
| 34 | 1等空佐 | 山野正志   | 2017年12月01日 - 2020年06月28日                             | 法政大学・ 81期幹候                  | 航空幕僚監部監察官                        | 退職（空将補昇任）                                              |
| 35 | 1等空佐 | 山下真司   | 2020年06月29日 - 2021年12月21日                             | 防大35期                             | 航空総隊司令部情報課長                    | 航空自衛隊幹部学校教育部主任教官 兼 航空自衛隊幹部学校勤務      |
| 36 | 1等空佐 | 高田軍司   | 2021年12月22日 - 2023年11月30日                             | 防大41期                             | 第6航空団基地業務群司令                   | 航空幕僚監部人事教育部募集・援護課 募集・援護調整官 兼 企画班長 |
| 37 | 1等空佐 | 竹内浩之   | 2023年12月01日 - 2025年08月17日                             | 松山大学・ 85期幹候                  | 航空支援集団司令部総務部総務課長          | 航空自衛隊幹部学校勤務                                          |
| 38 | 1等空佐 | 林弘之     | 2025年08月18日 -                                            |                                      | 航空支援集団司令部総務部人事課長          |                                                                 |